# Alexandros Panagoulis
Alexandros Panagoulis (grec: Αλέξανδρος Παναγούλης)  (Glifada, 2 de juliol de 1939 - Atenes, 1 de maig de 1976), va ser un polític i poeta grec que va tenir un paper actiu en la lluita contra la Dictadura dels coronels a Grècia. Va esdevenir famós després de la seva temptativa d'assassinar el dictador Geórgios Papadópulos el 13 d'agost del 1968, i també per les tortures que va patir durant la posterior detenció. Amb la restauració de la democràcia va ser elegit diputat pel partit Unió de Centre.

## Biografia

### Família i educació
Panagoulis va néixer al barri de Glifada d'Atenes. Era el segon fill de Vassilios Panagoulis, oficial de l'exèrcit grec nascut a Divri (Lampeia) al Peloponès occidental , i de la seva esposa Atena, nascuda a l'illa jònica de Lèucada. Va tenir dos germans: Georgios, que també va ser oficial de l'exèrcit grec i víctima del règim dels coronels, i Efstathios, que va ser polític.
Va estudiar a l'Escola d'Enginyeria Elèctrica de la Universitat Politècnica Nacional d'Atenes.

### Política
Es va afiliar a l'organització juvenil del partit Unió del Centre, conegut com ONEK, sota el lideratge de Geórgios Papandreu. Més tard, l'organització va canviar el nom a Joventut Democràtica Hel·lènica (EDIN). Després de la caiguda del règim dels coronels i la restauració del govern parlamentari, Panagoulis va ser nomenat secretari general de l'EDIN, el 3 de setembre de 1974.

### Resistència a la dictadura
Panagoulis va abandonar l'exèrcit per les seves conviccions democràtiques i va fundar l'organització Resistència Nacional. Es va autoexiliar a Xipre per tal d'elaborar un pla d'acció. Va tornar a Grècia on, amb l'ajuda dels seus col·laboradors, va organitzar l'intent d'atemptat del 13 d'agost de 1968 contra Papadopoulos, al túnel de Karamanlis. L'intent va fracassar i Panagoulis va ser detingut.
En una entrevista realitzada després del seu alliberament, la periodista italiana Oriana Fallaci va citar Panagoulis dient: «No volia matar un home. No sóc capaç de matar un home. Volia matar un tirà.» També va declarar que no es penedia del seu intent de matar Papadopoulos ja que «va destruir el govern legal, va abolir les llibertats del poble».
Panagoulis va ser jutjat per un Tribunal Militar el 3 de novembre de 1968, condemnat a mort amb d'altres membres de la Resistència Nacional el 17 de novembre de 1968 i posteriorment traslladat a l'illa d'Egina per executar la condemna. Com a resultat de la pressió política de la comunitat internacional, la junta es va abstenir d'executar-lo i, en canvi, el va traslladar el 25 de novembre de 1968 a la presó militar de Bogiati prop d'Atenes. Es va negar a cooperar amb la junta i va ser sotmès a tortures físiques i psicològiques. Va fugir de la presó el 5 de juny de 1969. Aviat va ser detingut de nou i enviat temporalment al camp de Goudi. Finalment va ser posat en aïllament a Bogiati, del qual va intentar escapar sense èxit en diverses ocasions.
Segons els informes, va rebutjar les ofertes d'amnistia de la junta. L'agost de 1973, després de quatre anys i mig de presó, es va beneficiar d'una amnistia general que el règim militar va concedir a tots els presos polítics durant un intent fallit de Papadopoulos de liberalitzar el seu règim. Panagoulis es va exiliar a Florència (Itàlia), per continuar la resistència. Allà va ser acollit per la periodista Oriana Fallaci, la seva companya i biògrafa.

### Restauració de la democràcia
Després de la restauració de la democràcia durant el període conegut com a Metapolítefsi, Alexandros Panagoulis va ser elegit diputat pel partit Unió de Centre-Noves Forces a les eleccions de novembre de 1974. També va fer una sèrie de denúncies contra els principals polítics que, segons va dir, havien col·laborat obertament o en secret amb la junta militar. Finalment va dimitir del partit, després de disputes amb la direcció, però va romandre al parlament com a diputat independent. Va mantenir les al·legacions, fetes obertament contra l'aleshores ministre de Defensa Nacional, Evangelos Averoff, i altres càrrecs polítics.

### Mort
Panagoulis va morir l'1 de maig de 1976 a l'edat de 36 anys en un accident de cotxe a l'avinguda Vouliagmenis d'Atenes. Més precisament, un cotxe a gran velocitat amb un conductor anomenat Stefas al volant va desviar el cotxe de Panagoulis i el va obligar a xocar. L'accident va matar Panagoulis gairebé instantàniament. Un monument en record a Panagoulis es troba a prop de la tomba d'Oriana Fallaci al cementiri d'Allori de Florència.

## Llegat
La vida i l'obra d'Alexandros Panagoulis va atreure l'interès de diversos artistes. El reconegut compositor Mikis Theodorakis, també perseguit per la junta militar, va musicar alguns dels seus poemes.
Panagoulis va col·laborar amb el compositor Ennio Morricone a l'àlbum Non Devi Dimenticare de 1974, que va incloure la seva obra poètica i va ser narrat en part per ell.
Panagoulis també va ser el tema principal de Panagulis Vive, una minisèrie de televisió emesa el 1982 per la RAI de quatre capítols dirigida i coescrita per Giuseppe Ferrara. També va participar en el documental Altri Seguiranno de 1973, amb muntatge fotogràfic de Silvano Agosti. El cineasta alemany Ebbo Demant va fer el 1976 el documental Eine Rose ist eine Rose ist eine Rose. Ein Mord ist ein Mord ist ein Mord. També existeix la pel·lícula Der Fall Panagoulis de 1973, emesa pel canal de televisió públic alemany ARD.